# Cotoneaster esfandiarii
Cotoneaster esfandiarii är en rosväxtart som beskrevs av M. Khatamsaz. Cotoneaster esfandiarii ingår i släktet oxbär, och familjen rosväxter. Inga underarter finns listade i Catalogue of Life.